# 科林森嶺
85°13′S 175°21′W / 85.217°S 175.350°W
科林森嶺（英語：Collinson Ridge）是南極洲的山嶺，位於杜費克海岸，處於半月海崖以北，屬於毛德王后山脈的一部分，美國地質調查局根據測量和該國海軍的空中照片繪入地圖，現時由南極條約體系管理。